# Vůně mandarinky
Vůně mandarinky (v originále L'Odeur de la mandarine) je francouzský dramatický film z roku 2015, který režíroval Gilles Legrand. Snímek měl světovou premiéru na festivalu frankofonních filmů v Angoulême dne 27. srpna 2015.

## Děj
Léto 1918 v Pikardii, válka se zdá nekonečná a fronta je velmi blízko. Ale pro Charlese, důstojníka kavalérie, válka skončila, protože přišel o nohu. Žije se svou samotářskou hospodyní na rodinném zámku. Potřebuje pravidelnou péči o pahýl amputované nohy a tak si dal inzerát na domácí sestru. Na inzerát odpoví mladá žena Angèle, která je ve velmi choulostivé situaci. Žije sama se svou dcerou, kterou měla, když byla nezletilá, a není provdaná, protože otec dítěte padl na frontě. Nemůže tedy těžit ze statutu válečné vdovy. Charles ji najme a ubytuje i s dcerou na svém panství. Přítomnost Angèle a jejího dítěte oživuje celý zámek. Mezi Charlesem a Angèle se vytvoří vzájemná náklonnost.

## Obsazení
| Olivier Gourmet  | Charles-Edouard       |
| Georgia Scalliet | Angèle Marie Hortense |
| Dimitri Storoge  | Léonard               |
| Hélène Vincent   | Émilie                |
| Fred Ulysse      | Firmin                |
| Marine Vallée    | Louise                |
| Romain Bouteille | notář                 |
| Michel Robin     | kněz                  |
| Alix Bénézech    | prostitutka           |
| Urbain Cancelier | seržant               |

## Ocenění
- César: nominace v kategorii nejlepší výprava (Jean Rabasse)